# Liste des phares de l'Indiana

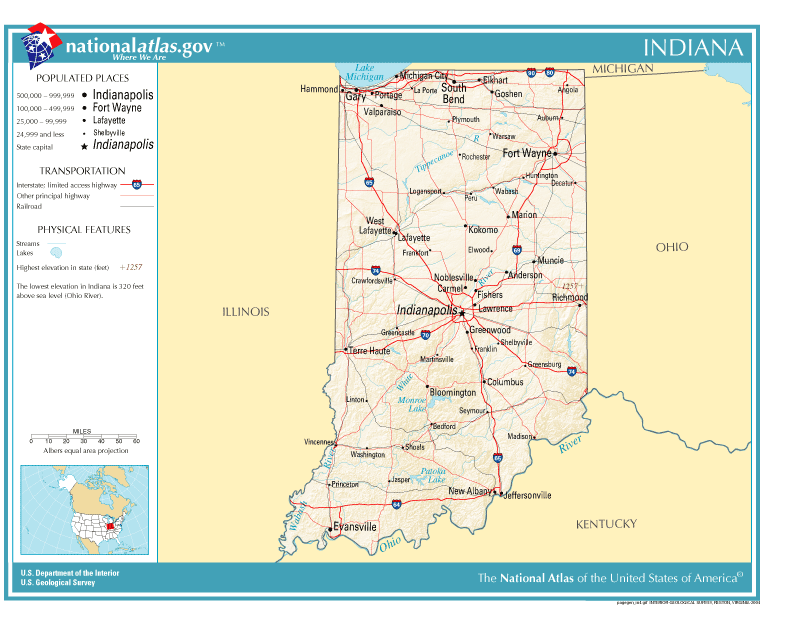
Carte de l'Indiana

La liste des phares de l'Indiana dresse la liste des phares de l'État américain de l'Indiana répertoriés par la United States Coast Guard. Les phares sont situés sur le littoral sud du lac Michigan.
Les aides à la navigation dans l'Ohio sont gérées par le neuvième district de l' United States Coast Guard , mais la propriété (et parfois l’exploitation) de phares historiques a été transférée aux autorités et aux organisations de préservation locales.
Leur préservation est assurée par le National Park Service ou par des propriétaires privés et sont répertoriés au Registre national des lieux historiques (*).

## Comté de Lake
- Phare de Calumet Harbor

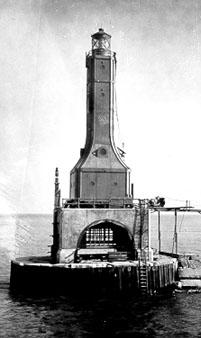
Indiana Harbor

- Phare de Calumet Harbor (bris-lames sud-est)
- Phare d'Indiana Harbor (brise-lames est)
- Phare de Buffington Harbor
- Phare de Gary Harbor

## Comté de LaPorte

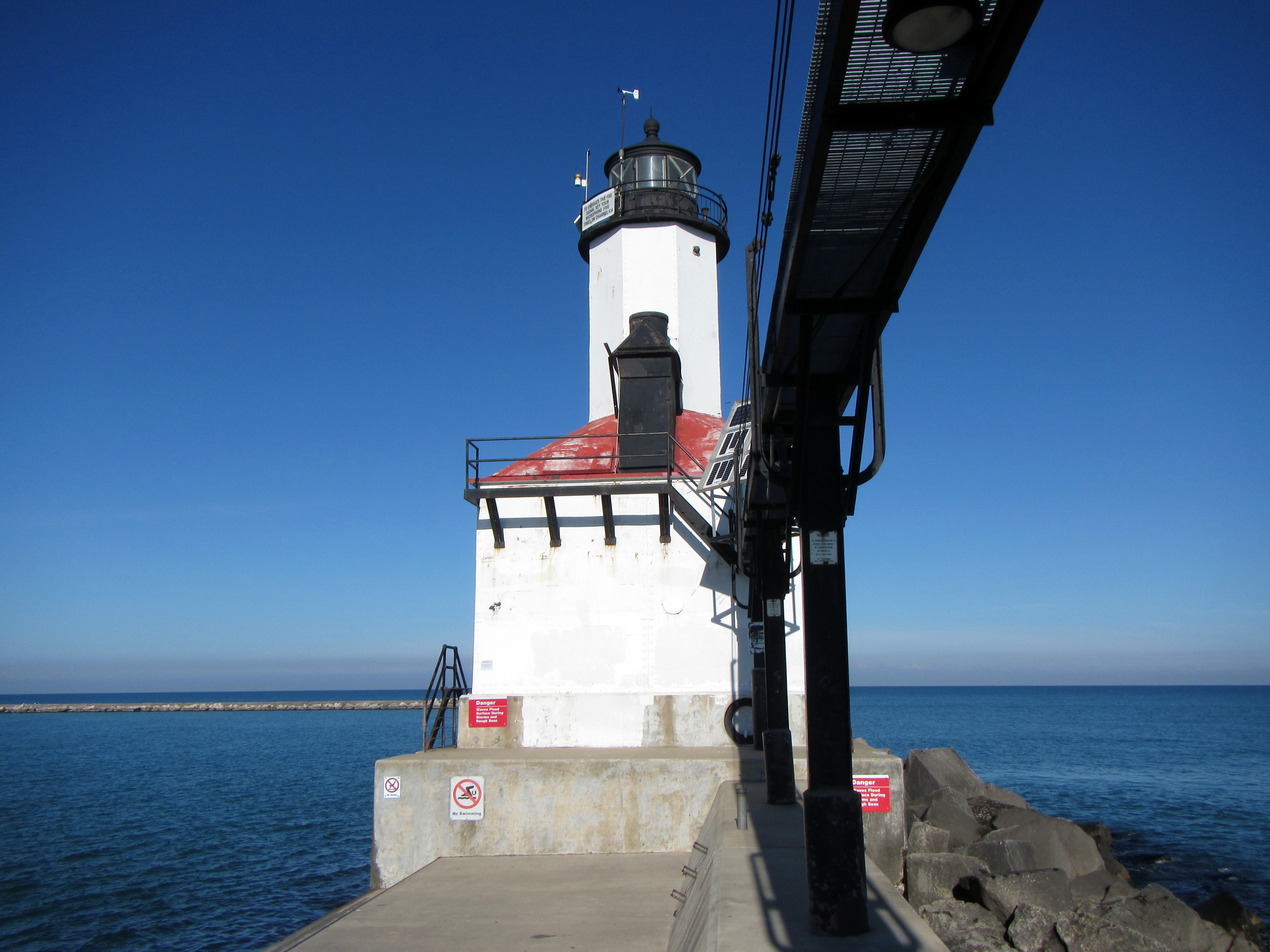
Michigan Breakwater

- Phare de Michigan City (brise-lames)
- Phare de Michigan City (jetée est) *
- Phare de Michigan City (1858) *